# 鷹峰駅
鷹峰駅（ウンボンえき）は大韓民国ソウル特別市城東区鷹峰洞にある、韓国鉄道公社（KORAIL）の駅。
乗り入れている路線は、線路名称上は京元線であるが、当駅には広域電鉄の京義・中央線電車のみが停車する。駅番号はK115。

## 歴史
- 1978年12月9日 - 鉄道庁の聖水駅（성수역）として開業。（龍山～城北間系統）
- 1980年7月10日 - 地下鉄2号線に開業した駅(聖水駅)に駅名を譲り、鷹峰駅へ改称される。
- 2005年
  - 1月1日 - 鉄道庁の改組により韓国鉄道公社(KORAIL)の駅となる。
  - 12月15日 - 中央電鉄線営業開始。龍山 - 城北間系統廃止。駅番号をK127からK115に変更。

## 駅構造

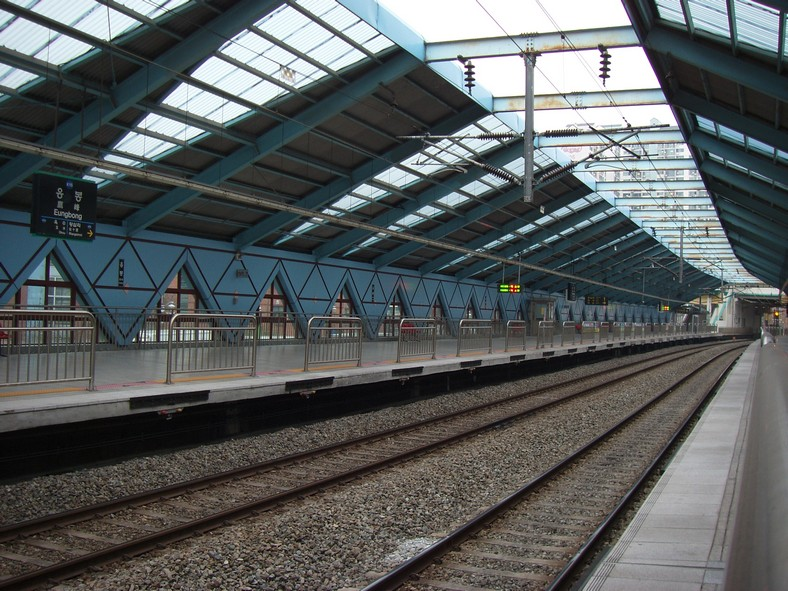
ホーム（2007年撮影）

相対式ホーム2面2線の地上駅で、橋上駅舎を有する。出口は1番のみある。

### のりば
| 1 | 京義・中央線 | 龍山・弘大入口・幸信・一山・文山方面 |
| 2 | 京義・中央線 | 清凉里・徳沼・楊平・龍門方面         |

## 利用状況
近年の一日平均利用人員推移は下記のとおり。
| 路線              | 路線     | 2000年 | 2001年 | 2002年 | 2003年 | 2004年 | 2005年 | 2006年 | 2007年 | 2008年 | 2009年 | 出典  |
| ----------------- | -------- | ------ | ------ | ------ | ------ | ------ | ------ | ------ | ------ | ------ | ------ | ----- |
| ●中央線 (●京元線) | 乗車人員 | 1,442  | 1,827  | 2,481  | 2,688  | 2,154  | 2,001  | 1,894  | 1,878  | 1,854  | 1,902  | [ 2 ] |
| ●中央線 (●京元線) | 降車人員 | 1,036  | 1,322  | 1,798  | 5,050  | 1,836  | 1,666  | 1,613  | 1,610  | 1,609  | 1,653  | [ 2 ] |
| ●中央線 (●京元線) | 乗降人員 | 2,478  | 3,149  | 4,279  | 7,738  | 3,990  | 3,667  | 3,507  | 3,488  | 3,463  | 3,555  | [ 2 ] |
| 路線              | 路線     | 2010年 | 2011年 | 2012年 | 2013年 | 2014年 | 2015年 | 2016年 | 2017年 | 2018年 | 出典   |       |
| 京義・中央線      | 乗車人員 | 1,930  | 1,884  | 1,908  | 1,974  | 1,973  | 1,957  | 2,054  | 2,008  | 1,905  | [ 2 ]  |       |
| 京義・中央線      | 降車人員 | 1,694  | 1,647  | 1,633  | 1,695  | 1,712  | 1,704  | 1,768  | 1,733  | 1,680  | [ 2 ]  |       |
| 京義・中央線      | 乗降人員 | 3,624  | 3,531  | 3,541  | 3,669  | 3,685  | 3,661  | 3,822  | 3,741  | 3,585  | [ 2 ]  |       |

## 駅周辺
- 鷹峰山
- 中浪川（朝鮮語版） - 駅のすぐ南側を流れる。
- 鷹峰橋
- ソウル鷹峰初等学校（朝鮮語版）
- 光熙中学校（朝鮮語版）
- ソウルの森
- 鷹峰洞住民センター
- KEBハナ銀行鷹峰サムゴリ支店

## 隣の駅
韓国鉄道公社　　　　
 京義・中央線
中央急行
通過
龍山急行・緩行　　
玉水駅 (K114) - 鷹峰駅 (K115) - 往十里駅 (K116)